# Parrella (peces)
Parrella es un género de peces de la familia de los Gobiidae en el orden de los Perciformes. El nombre de este género honra al biólogo marino, zoólogo y oceanógrafo noruego-estadounidense Albert Eide Parr.

## Especies
Se reconocen cinco especies incluidas en el género:
- Parrella fusca Ginsburg, 1939
- Parrella ginsburgi Wade, 1946
- Parrella lucretiae (C. H. Eigenmann & R. S. Eigenmann, 1888)
- Parrella macropteryx Ginsburg, 1939* Parrella maxillaris Ginsburg, 1938